# Нітер кіббе
Нітер кіббе (Niter Kibbeh) (геез ንጥር ቅቤ niṭer ḳibē, tesmi в тигринья) — приправлене, топлене масло використовується в Ефіопській і Еритрейській кухні. Його приготування подібне до приготування гхі, але нітра кіббе вариться з такими спеціями, як бесобела (відомий як ефіопський священний базилік), косерет, пажитник, кмин, коріандр, куркума, ефіопський кардамон (кораріма), кориця, або мускатний горіх перед проціджуванням, надаючи виразний, пряний аромат. Версія з використанням рослинної олії замість вершкового масла називається yeqimem zeyet.